# Mecheriostrophus
Mecheriostrophus är ett släkte av skalbaggar. Mecheriostrophus ingår i familjen vivlar.
Kladogram enligt Catalogue of Life:
| Mecheriostrophus | \| \| Mecheriostrophus ellipticus \| \| \| \| \| \| Mecheriostrophus vaulogeri \| \| \| \| |
|                  | \| \| Mecheriostrophus ellipticus \| \| \| \| \| \| Mecheriostrophus vaulogeri \| \| \| \| |
|                  | Mecheriostrophus ellipticus                                                                |
|                  |                                                                                            |
|                  | Mecheriostrophus vaulogeri                                                                 |
|                  |                                                                                            |